# Dolichopeza (Dolichopeza) nigrina
Dolichopeza (Dolichopeza) nigrina is een tweevleugelige uit de familie langpootmuggen (Tipulidae). De soort komt voor in het Australaziatisch gebied.